# Kinaza proteina koji vezuje gudpasčer antigen
Kinaza proteina koji vezuje gudpasčer antigen (EC 2.7.11.9, GPBPK, GPBP kinaza, STK11, gudpasčer antigen-vezujuća proteinska kinaza) je enzim sa sistematskim imenom ATP:(gudpasčer antigen-vezujući protein) fosfotransferaza. Ovaj enzim katalizuje sledeću hemijsku reakciju
ATP + [gudpasčer antigen-vezujući protein] {\displaystyle \rightleftharpoons } ADP + [gudpasčer antigen-vezujući fosfoprotein]
Ova serin/treoninska kinaza se specifično vezuje za i fosforiliše N-terminalni region ljudskog gudpasčer antigena.

## Literatura
- Nicholas C. Price; Lewis Stevens (1999). Fundamentals of Enzymology: The Cell and Molecular Biology of Catalytic Proteins (Third изд.). USA: Oxford University Press. ISBN 019850229X.
- Eric J. Toone (2006). Advances in Enzymology and Related Areas of Molecular Biology, Protein Evolution (Volume 75 изд.). Wiley-Interscience. ISBN 0471205036.
- Branden C; Tooze J. Introduction to Protein Structure. New York, NY: Garland Publishing. ISBN 0-8153-2305-0.
- Irwin H. Segel. Enzyme Kinetics: Behavior and Analysis of Rapid Equilibrium and Steady-State Enzyme Systems (Book 44 изд.). Wiley Classics Library. ISBN 0471303097.

## Spoljašnje veze
- Goodpasture-antigen-binding+protein+kinase на 